# Tomigusuku
Tomigusuku (豊見城市?, Tomigusuku-shi) è una città giapponese della prefettura di Okinawa ed è situata nell'isola di Okinawa.